# بوتيروفينون
بوتيروفينون أو بيوتروفينون أو بيتيروفينون هو مركب كيميائي وتستخدم بعض مشتقاته (وتسمى بوتيرفينونات) عادة لعلاج مختلف الاضطرابات النفسية مثل الفصام، وكذلك بوصفها مضادات القيء. من العوامل الاصطناعية التي تحتوي على مجموعة فينيل-1-بونانون، أكثر بوتيروفينونات هي للأعصاب دواء (مضاد للذهان) ، مثل هالوبيريدول، دروبيريدول، أو آزابيرون، التي تتحكم في أعراض الفصام (الهلوسة والأوهام، والخرف). معظم العوامل المضادة للذهان تتداخل مع وظائف النواقل العصبية، وعادة ما تسد مستقبلات الدوبامين، وتحفز الغدد الصماء، وآثار محرك الحركية السلوكية.
البوتيروفينونات هي فئة من العقاقير الصيدلانية المشتقة من البوتيروفينون.
وتتضمن الأمثلة:
- هالوبيريدول، دواء مضاد للذهان كلاسيكي الأكثر استخداما على نطاق واسع في هذه الفئة[4]
- دروبيريدول، وغالبا ما يستخدم للتخدير كمسكن تطميني والتسكين في العلاج للعناية المركزة
- بينبيريدول، وأقوى مضادات الذهان التي يشيع استخدامها (200 مرة أكثر قوة من كلوربرومازين)[4]
- تريبيريدول وهو مضاد للذهان قوي للغاية (100 مرة أكثر قوة من كلوربرومازين)
- ملبيرون، وهي مضاد للذهان  ضعيف الفعالية، في أوروبا يستخدم عادة لعلاج حالات  الأرق، الارتباك  ، الحركية الإثارة، و الهذيان، على وجه الخصوص، في المرضى المسنين
- لينبيرون
- آزابيرون، وتستخدم في  الطب البيطري
- دومبيريدون،  مضاد الدوبامين مضاد للقيء، يشتق أيضا من البوتيروفينون (أنه ليس البوتيروفينون نفسه).
- فلوانيسون
- بينفلوريدول
- بيبامبيرون
- سبيبيرون (أكثر قوة مضاد الذهان من benperidol)[6]
- نونابيرون [7]